# Asterix Avo Volley
L'Asterix Avo Volley è una società pallavolistica femminile belga, con sede a Beveren: milita nel campionato belga di Liga A.

## Storia
Il club del Damesvolleybalclub Asteríx Kieldrecht è stato fondato nel 1969, ma è soltanto alla fine degli anni ottanta che riesce a raggiungere la massima serie del campionato belga.
Nel 1996 vince il primo trofeo della sua storia, la Coppa del Belgio, seguito due anni dopo dal primo scudetto: inizia quindi un prolifico periodo di vittorie che continua ancora oggi con affermazioni in campionato, coppa e Supercoppa, il tutto coronato da una vittoria in campo europeo, la Top Teams Cup 2000-01, attuale Coppa CEV. Nel 2010 sfiora un nuovo successo a livello europeo arrivando al secondo posto nella Challenge Cup, sconfitta in finale dal Dresdner.
Nel 2016, in seguito alla fusione col AVO Melsele, altro club di Beveren, la società cambia nome in Asterix Avo Volley, continuando a collezionare trofei in patria.

## Rosa 2023-2024
| N° | Nome               | Ruolo | Data di nascita | Nazionalità sportiva |
| -- | ------------------ | ----- | --------------- | -------------------- |
| 1  | Romane Neufkens    | P     | 1º maggio 2005  | Belgio               |
| 2  | Anna Koulberg      | C     | 17 agosto 2004  | Belgio               |
| 3  | Loes Meulemans     | S     | 19 maggio 1998  | Belgio               |
| 4  | Laura Overwater    | C     | 11 aprile 1998  | Paesi Bassi          |
| 6  | Iris Vos           | O     | 15 ottobre 2002 | Paesi Bassi          |
| 7  | Kaat Cos           | S     | 5 giugno 2006   | Belgio               |
| 8  | Mila Vlahović      | O     | 3 febbraio 2007 | Belgio               |
| 9  | Manon Stragier     | S     | 12 marzo 1999   | Belgio               |
| 10 | Helena Gilson      | S     | 28 giugno 1999  | Belgio               |
| 12 | Jasmine Debout     | S     | 9 giugno 2007   | Belgio               |
| 15 | Charlotte Krenicky | P     | 29 giugno 2000  | Belgio               |
| 16 | Noor Debouck       | L     | 9 giugno 2005   | Belgio               |
| 17 | Yana Wouters       | C     | 10 giugno 2006  | Belgio               |

## Palmarès
- Campionato belga: 16

1997-98, 1999-00, 2000-01, 2007-08, 2009-10, 2010-11, 2011-12, 2013-14, 2014-15, 2015-16,
2016-17, 2017-18, 2018-19, 2020-21, 2022-23, 2023-24
- Coppa del Belgio: 18

1995-96, 1997-98, 1998-99, 2000-01, 2001-02, 2005-06, 2006-07, 2007-08, 2009-10, 2010-11,
2013-14, 2014-15, 2015-16, 2016-17, 2017-18, 2020-21, 2022-23, 2023-24
- Supercoppa belga: 13

2000, 2002, 2005, 2006, 2008, 2010, 2012, 2014, 2016, 2017,
2018, 2019, 2024
- Top Teams Cup: 1

2000-01

## Denominazioni precedenti
- 1969-2016: Damesvolleybalclub Asteríx Kieldrecht